# Microplumeria
Microplumeria és un gènere monotípic amb una única espècie: Microplumeria anomala (Müll.Arg.) Markgr., que pertany a la família de les Apocynaceae. És originari de la conca de l'Amazones i es distribueix a Veneçuela, Colòmbia i Brasil a l'Amazònia.

## Taxonomia
El gènere va ser descrit per (Müll.Arg.) Markgr. i publicat a Notizblatt des Botanischen Gartens und Museums zu Berlin-Dahlem 13(119): 458. 1937.
Sinònims
- Aspidosperma sessilis Huber, Bull. Soc. Bot. Genève 6: 200 (1914 publ. 1915).
- Aspidosperma anomalum Müll.Arg. basiònim
- Cylindrosperma anomalum (Müll. Arg.) Ducke
- Microplumeria sprucei Baill.[3]